# Кузнецов, Николай Александрович (гребец)
Кузнецов Николай Александрович (1 июля 1953, Москва, РСФСР, СССР) — советский гребец (гребля академическая). Заслуженный мастер спорта СССР (1979).
В 1970—1986 выступал за ЦСК ВМФ.

## Достижения
- Бронзовый призёр Олимпийских игр 1976 в четверке без рулевого (с Р.Арнеманном, В.Долининым, А.Гасан-Джалаловым).
- Чемпион Мира 1978 в четверке без рулевого.
- Серебряный призёр Чемпионатов Мира 1974 и 1975 г.г.
- Победитель Международной Ратцебургской регаты 1978 (в четверке б/р)
- Победитель Международной Мангеймской регаты 1979 (в четверке б/р)
- Чемпион СССР 1974,1975,1977,1978,1979[4]